# 般若寺 (長春市)
般若寺（はんにゃじ）は、中華人民共和国吉林省長春市南関区にある天台宗の寺院。

## 歴史
1923年、天台宗の僧侶の倓虚により般若寺として開かれる。1931年9月18日、大日本帝国陸軍が長春市を占領した。鉄道を建設するために、士兵らは寺を解体した。
1934年、寺院は長春街に移転し、「護国般若寺」と改名した。1936年以降、山門・天王殿・大雄宝殿が続々と建立された。
1983年、中華人民共和国国務院は仏寺を漢族地区仏教全国重点寺院に認定した。

## 伽藍
山門、天王殿、大雄宝殿、三聖殿

## 主な住僧
- 倓虚（1923年–1932年）
- 澍培（1932年–1983年）
- 成剛（1983年–2017年）